# 米欧回覧実記

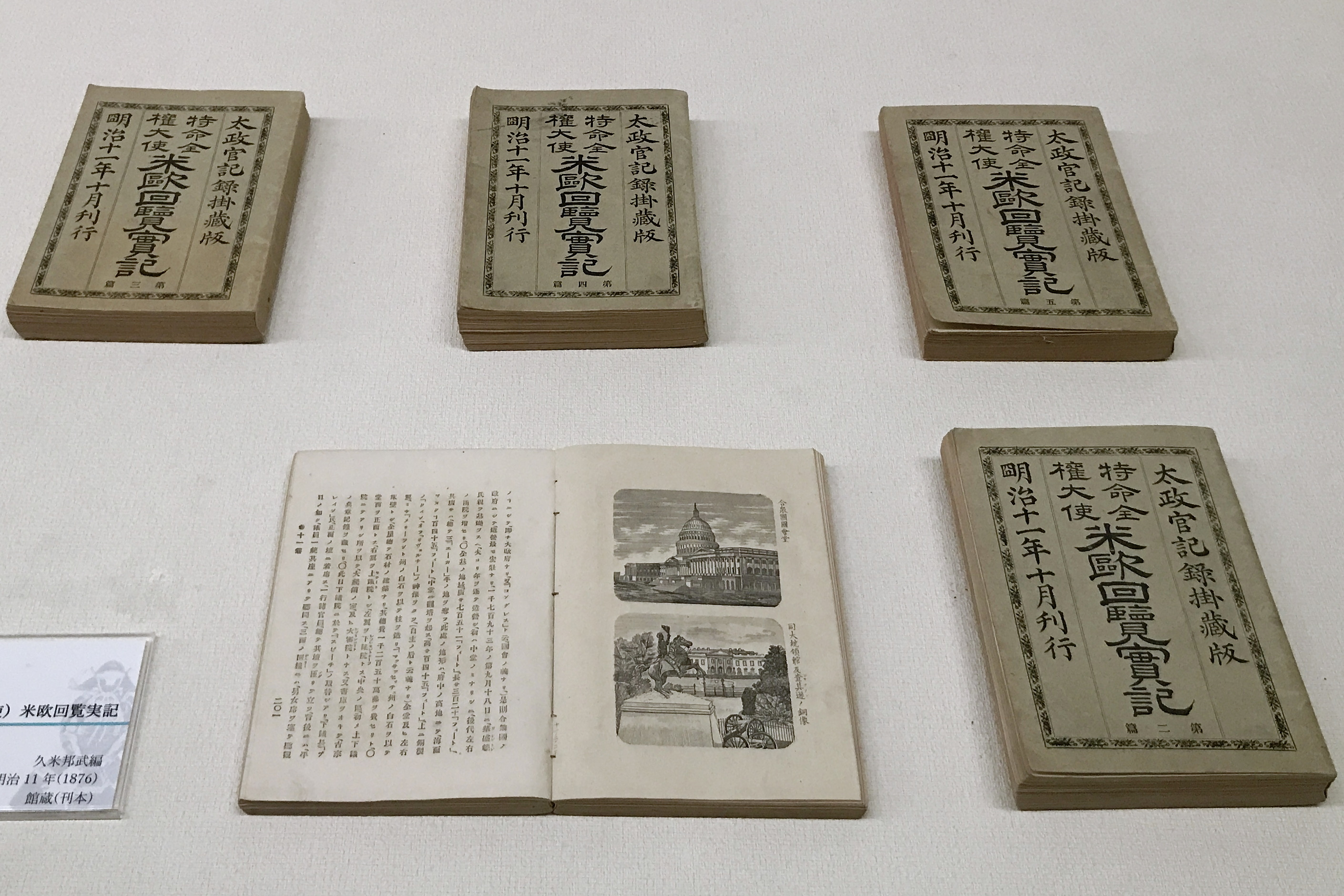
米欧回覧実記（佐賀県立博物館蔵）

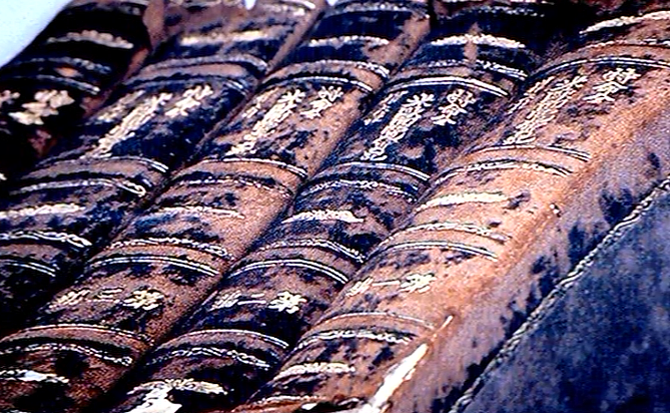
米欧回覧実記の背表紙

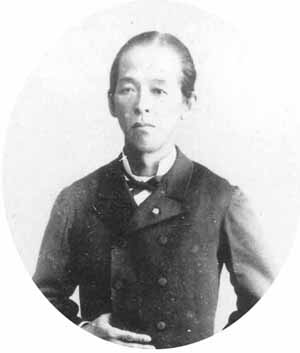
久米邦武

『米欧回覧実記』（べいおうかいらんじっき）とは、岩倉使節団の在外見聞の大部の報告書で正式名称は『特命全権大使 米欧回覧実記』。政治、経済、産業、技術、軍事、教育、文化、社会、風俗など、幅広いジャンルを網羅する明治初期における西洋文明見聞録の一級資料である。そのため、19世紀の世界情勢を詳細に伝える百科辞典（エンサイクロペディア）とも称されている。

使節団は特命全権大使岩倉具視を筆頭に、明治新政府首脳と随員含め総勢46名で構成され、明治維新最中の明治4年11月12日（1871年12月23日）から1873年（明治6年）9月13日まで、1年9カ月余（632日）を掛け米欧の条約締結国12か国を歴訪した。

## 概要
『米欧回覧実記』は使節団書記官の久米邦武により編纂され1878年（明治11年）に刊行。本格的な黒背皮の黒褐色クロース洋装本で、中途で回覧を中止したスペイン、ポルトガル両国の略記等も含んだ全100巻（5編5冊）で構成されている。
各冊の大きさは横15センチ、縦20.5センチ。背文字は「特命全権大使米欧回覧実記」と金文字で書かれており、第一編から第五編まで各冊に編数が記され、奥付に太政官少書記久米邦武編修 明治十一年十月刊行 御用刊行所 東京銀座四丁目 博聞社と記載されている。
全体の構成は以下。
| 扉頁              | 3頁                                                                                               |
| 例言              | 27頁                                                                                              |
| 目次              | 18頁                                                                                              |
| 第一編 米国       | 1〜20巻                                                                                           |
| 第二編 英国       | 21〜40巻                                                                                          |
| 第三編 欧州（上） | 41〜60巻（フランス、ベルギー、オランダ、プロシャ）                                                |
| 第四編 欧州（中） | 61〜81巻（ロシア、デンマーク、スウェーデン、南北ゲルマン、イタリア、オーストリア）                |
| 第五編 欧州（下） | 82〜100巻（ウィーン万国博覧会、スイス、フランス、スペイン、ポルトガル、ヨーロッパ総論）、帰港日程 |

巻頭に岩倉書による「觀」「光」の二字が掲載されている。

## 目的
使節団の見聞は広く国民に知らせるべきだと言う当初からの考えがあり、岩倉大使は久米邦武を、いわば随行記者として参加させたことなる。久米はその要望に応えて、日々見聞をメモし、帰国後、各省の理事官報告書も閲覧しながらこの視察見聞記を製作した。
2005年に『現代語訳 特命全権大使 米欧回覧実記』（水澤周訳注）が刊行されたが、訳書では序文で以下のように述べている。
「西洋では、政府は国民の公的機関であり、使節は国民の代理者であるとされている。各国の官民が、わが使節を親切丁寧に迎えたのは、つまりは我が国の国民と親しくなりたいためであり、その産業の状況をそのまま見せてくれたのは、つまりその産物をわが国民に愛用してほしいからなのである。そこで岩倉大使はこの待遇の懇切さを尊重して、わが使節が見聞したことについては、これを出来るだけ広く国民に知らせなくてはならないと考え、書記官畠山義成（当時は杉浦弘蔵と称していた）と久米邦武の二人に対し、常に自分に随行し、視察したことについては調べて記録することを命じた。これが本書編集の本来の趣旨であり、公的な目的の一つである。」
以下に引用する原書の巻頭例言では本書の目的・概要が、久米邦武による文語体で格調高く簡潔明快に述べられている。岩波文庫版『特命全権大使　米欧回覧実記（一）』より。

## 内容について
久米邦武の原書は、漢字片仮名交じりの日記体・美文調で書かれている。実記には実録的・客観的記述の他に、久米の意見や見方も付け加えており、同時に全巻300余の銅版画が添えられていて、当時物珍しい外国の風物がビジュアルに鑑賞できる工夫もなされている。
実記は、歴訪した国の順に記述され、各国ごとに総論を設けて、地理、気候、歴史、人種、言語、文化、政治形態、宗教、教育、軍備、経済、貿易、鉱工業、農林漁牧畜、民情などを詳述して、次に、見学した小・中・高校・大学、盲唖院、養老院、各種病院、消防署、刑務所（牢獄）、新聞社、発電所、名所旧跡、城郭、諸建物、市場、電信局、郵便局、造幣局、国会、議会、商工会議所、新聞社、博物館、美術館、図書館、動物園、植物園、水族館、公園、天文台、港湾、上下水道、橋、鉄道、地下鉄、高架鉄道、トンネルなどと共に、訪れた各種工場（製鉄所、武器製造所、鉄道製作所、蒸気機関製作所、各種機械製作所、製糖、陶器、ガラス，綿・毛織物等々）では原材料から、詳しい工程、メカニズムまで詳細に記述されており、百科事典（エンサイクロペディア）的とも称される所以である。
第五編には欧州総論として政俗総論、地理及び運漕総論、気候及び農業総論、工業総論、商業総論があり、さらには帰港日程として中東及びアジア論を書いてあるので、東西文明の比較論として高く評価されている。
実記以外にも、大使、書記官よる『大使書類』『公署日記』『謁見式』（各国首脳との）及び各省から派遣された理事官による『理事功程』の公式記録も報告されていることから、実記は大使の公務の余禄と各国の諸施設視察見聞実録に特化されている。この実記編纂には、ワシントンから現地参加した随行書記官の畠山義成（当時は杉浦弘蔵）も深く関わっている。英米での長い留学経験を活かし、各国での諸事情審問の通訳として活躍し、帰国後も持ち帰った大量の資料の翻訳などに携わったが、刊行を待たずに亡くなっている。
出版事情については、岩波版の田中彰解説では、1878年刊の初版500部から後5年間で、3000セットまで増刷されたとみられる。以後は長らく歴史の中に埋もれ、再脚光を浴びたのは太平洋戦争をはさみ、初版からほぼ一世紀を経た1977年から82年にかけ岩波文庫版が発刊されてからである。

### 刊行本（現行版）
- 『特命全権大使　米欧回覧実記』 田中彰校注・解説、岩波文庫（全5巻）、初版1977-82年／岩波書店（単行判5巻）、1985年
- 『現代語訳　特命全権大使  米欧回覧実記』 水澤周訳注、慶應義塾大学出版会、2005年（全5巻組）。企画「米欧亜回覧の会」
  - 『特命全権大使　米欧回覧実記 普及版』（全5冊＋総索引、慶應義塾大学出版会、2008年）。選書版

## 岩倉使節団について
明治4年7月（1871年8月）に廃藩置県を断行した直後の11月に結成された。明治維新の立役者というべき岩倉具視、木戸孝允、大久保利通や若年の少壮官僚伊藤博文らを正・副使として各省理事官と随員含め46名からなる大使節団であり、更に60名近くの留学生も加わり米欧回覧の壮途に就いた。目的は条約締結各国への国書奉呈と聘門の礼を修め、欧米先進諸国の制度・文物を親しく見聞して、明治国家の「国のかたち」を考えること、そして条約改定期限（明治5年5月26日・1872年7月1日）に向けた締結国との予備交渉も含まれていた。
この使節団の計画は具体的には大隈重信と伊藤博文の建言によるものといってよく、その背景には政府顧問のグイド・フルベッキによるブリーフ・スケッチの存在があった。当初10ヶ月で全行程を踏破の予定であったが、米国で想定外の条約改正予備交渉が始まってしまい（結局失敗したが）、長期化することとなった。だが結果として欧米先進国の実態を、じっくりと見聞し、熟慮することで、明治政府は日本近代化の基本構想が出来たと言ってよい。同時にその事により帰国直後の留守政府内での征韓論に対する海外派遣組の反発を招き明治六年政変に至った。

## 編著者・久米邦武
久米邦武は、佐賀藩士・久米邦郷の三男として生まれ、佐賀藩校の弘道館に学び、そこで大隈重信とも親交している。久米の博覧強記ぶりは、漢籍、儒書、史書や『坤輿図識』（箕作省吾）など和漢の世界地図書に親しんだ基本的知識のほかに、藩主鍋島直正の近習として勤めた経験にある。直正は早くから西洋文化に興味を抱き、唯一オランダ船に乗り込んだ大名で、藩内に製錬方を設け反射炉を建設して日本初の鉄製大砲の製造に成功し、幕府の台場用大砲の製造を引き受け、巨艦建造の軍港を設けて、国産初の木造外輪船を建造するなど多くの西洋技術を導入した。それらの技術に関する質問に答えるため近習として仕え、加えて唐鑑会と称する「唐鑑」の書の輪講を藩主と家臣が分け隔てなく議論し合う場に参与し、柔軟多様な発想を持つ事で鍛えられた。
また父・邦郷は、佐賀藩・山方として鉱山・石炭の管理を、目安方で藩の会計を、長崎聞役で大砲、軍艦の購入や藩特産品の輸出に関わり、有田皿山代官として有田焼の生産・輸出取締りの専売に関与し、江戸、京都、大坂、堺、兵庫、長崎の藩支所を監督、大阪蔵屋敷詰でコメの販売管理を担当し、最後には御側頭として藩主の側近としても仕えた広範囲にわたる知見を持った幹部藩士であった。久米は、藩主と父親からジェネラリストとして柔軟な目で物事を見るリアリストの才能を鍛えられ、岩倉使節団の一員になったのも、岩倉具視が出帆直前に閑叟から以前聞いた久米の有能さを見出し、側近としての報告係に選んだ経緯がある。岩倉具視は維新後、息子3人の教育を佐賀藩に託するほどの親密な関係を持った。

## 関連文献
※各・刊行年代順

### 日本語研究
- 『久米博士九十年回顧録』（上下）早稲田大学出版部、1934年。宗高書房（復刻）、1985年
- 大久保利謙編『岩倉使節の研究』宗高書房、1976年
- 久米美術館編『特命全権大使（米欧回覧実記）銅板画集』1985年
- 田中彰・高田誠二編『「米欧回覧実記」の学際的研究』北海道大学図書刊行会、1993年
- 西川長夫・松宮秀治編『米欧回覧実記』を読む 1870年代の世界と日本』法律文化社、1995年
- 岩倉翔子編著『岩倉使節団とイタリア』京都大学学術出版会、1997年
- 久米美術館編『岩倉使節団関係 久米邦武文書 3』吉川弘文館、2001年
- 田中彰『岩倉使節団の歴史的研究』岩波書店、2002年
- イアン・ニッシュ編『欧米から見た岩倉使節団』ミネルヴァ書房、2002年
- 芳賀徹編『岩倉使節団の比較文化史的研究』思文閣出版、2003年
- 芳賀徹『文明の庫Ⅱ－夷狄の国へ 近代日本比較文化史研究』中央公論新社、2021年。第2部 文明の技師たち
- 米欧回覧の会編『岩倉使節団の再発見』思文閣出版、2003年
- 久米美術館編『銅鐫にみる文明のフォルム「米欧回覧実記」挿絵銅版画とその時代展』資料集』2006年
- 米欧亜回覧の会編『世界の中の日本の役割を考える 岩倉使節団を出発点として』慶応義塾大学出版会、2009年
- 米欧亜回覧の会・泉三郎編『岩倉使節団の群像　日本近代化のパイオニア』ミネルヴァ書房、2019年
- 太田昭子『ヴィクトリア朝の福澤諭吉と岩倉使節団』慶應義塾大学法学研究会〈慶應義塾大学法学研究会叢書〉、2023年。第2部 岩倉使節団とイギリス

### 外国語研究
- 『The Iwakura Embasssy, 1871-1873:A True Account of the Ambassador Extraordinary and Plenipotentiary’s of Observation through the United States of America and Europe』 Routledge (2002)    Marius B Jansen, Kume Kunitake
- 『Japan Rising: The Iwakura Embassy to the USA and Europe』 Cambridge University Press (2009)

### 一般向け書籍
- 田中彰『「脱亜」の明治維新 岩倉使節団を追う旅から』日本放送出版協会〈NHKブックス〉、1984年
- 泉三郎『明治四年のアンバッサドル 岩倉使節団文明開化の旅』日本経済新聞社、1984年
- 泉三郎『新・米欧回覧の記 一世紀をへだてた旅』ダイヤモンド社、1987年
- 宮永孝『アメリカの岩倉使節団』筑摩書房〈ちくまライブラリー〉、1992年
- 泉三郎『米欧回覧百二十年の旅 岩倉使節団の足跡を追って 米英編』、『－ 欧亜編』図書出版社、1993年
- 古川薫『新・歴史紀行 米欧回覧』毎日新聞社、1993年
- 高田誠二『維新の科学精神－「米欧回覧実記」の見た産業技術』朝日新聞社〈朝日選書〉、1995年
- 泉三郎『堂々たる日本人 知られざる岩倉使節団』祥伝社、1996年／祥伝社黄金文庫、2004年
- 宮永孝『白い崖の国を訪ねて 岩倉使節団の旅 木戸孝允のみたイギリス』集英社、1997年
- 泉三郎『写真・絵図で甦る堂々たる日本人 この国のかたちを創った岩倉使節団「欧米回覧」の旅』祥伝社、2001年
- 田中彰『岩倉使節団 「米欧回覧実記」』岩波現代文庫、2002年／旧版・岩波同時代ライブラリー、1994年
- 田中彰『明治維新と西洋文明 岩倉使節団は何をみたか』岩波新書、2003年
- 泉三郎『岩倉使節団という冒険』文藝春秋〈文春新書〉、2004年
- 高田誠二『久米邦武－史学の眼鏡で浮世の景を』ミネルヴァ書房〈日本評伝選〉、2007年
- 泉三郎『岩倉使節団　誇り高き男たちの物語』祥伝社黄金文庫、2012年
  - 旧版 『誇り高き日本人　国の命運を背負った岩倉使節団の物語』PHP、2008年
- 大久保喬樹編訳『現代語縮訳 特命全権大使 米欧回覧実記』角川ソフィア文庫、2018年

## DVD
- 米欧亜回覧の会編、イズミオフィス（泉三郎）企画・制作『岩倉使節団の米欧回覧』DVD2枚組（165分）、慶応義塾大学出版会、2006年10月